# EsCool
EsCool fue una telenovela juvenil chilena, realizada y emitida por Mega durante 2005. Dirigida por Álex Hernández, Iván Canales, Juan Pablo Tapia, Rodolfo Nutters y escrita por Mateo Iribarren, Francisca Fuenzalida, Rodrigo González y León Murillo.
Es protagonizada por Philippe Trillat y Ximena Abarca, con las actuaciones antagónicas de Carla Jara, Felipe Armas y María Paz Jorquiera; y las actuaciones estelares de Marcela Osorio, Renato Munster, Claudio Olate, Luis Dubó, Eduardo Mujica y el propio Mateo Iribarren, aparte del elenco del "Team Mekano". 
Además, Ximena y Carla, junto a Karen Bejarano, interpretaron el tema central que compuso el músico uruguayo Gonzalo Yáñez, «La vida es Cool».

## Trama
Esta es la romántica historia de amor entre Juan Pablo Valdivieso (Philippe Trillat) y Claudia Mondaca (Ximena Abarca), que proviniendo de mundos muy distintos, lograrán concretar su amor, superando además una triste historia del pasado que une a ambas familias: la muerte hace 12 años del "Cote" Valdivieso, hermano de Juan Pablo, supuestamente provocada por Mario Mondaca (Mateo Iribarren), padre de Claudia.
Juan Pablo pertenece a una familia de clase acomodada, estudia en el colegio San Pedro y es a todas luces un alumno ejemplar, posee gran carisma y una particular visión de la vida. Ella, Claudia es una bella joven del liceo B7 que desea ser cantante, salir adelante y ayudar a su madre que es chofer de micro, al mismo tiempo que recuperar la confianza en su padre y demostrar su inocencia.
La historia se inicia con la construcción de un muro que separa el exclusivo barrio “Alto Manquehue” de la población de clase media baja “la Covadonga”, con el fin de evitar que los jóvenes del colegio San Pedro se relacionen con los chicos del liceo B7. A cargo de la construcción de este muro está la empresa constructora “Valdivieso y Valdivieso” de propiedad de los hermanos Pedro Pablo (Renato Münster) y Damián Valdivieso (Felipe Armas), padre y tío respectivamente de Juan Pablo, nuestro protagonista. Esta arbitraria iniciativa causará más de alguna discrepancia entre los habitantes de ambos sectores, lo cual no impedirá en lo absoluto que Damián, nuestro villano y el principal interesado, construya este muro en terrenos de su propiedad.
Sin embargo, los planes de Damián se verán frustrados por un hombre muy especial, el Padre Ignacio Ovalle (Luis Dubó), párroco del lugar y rector del colegio San Pedro, recinto donde estudian los jóvenes del “Alto Manquehue”. Este sacerdote, movido por profundos valores cristianos, desarrollará un novedoso plan que cambiará la vida de sus estudiantes y les permitirá conocer mundos distintos, igualmente ricos en valores, sentimientos y experiencias de vida.

## Elenco
- Ximena Abarca como Claudia Mondaca.
- Philippe Trillat como Juan Pablo "JP" Valdivieso.
- Carla Jara como Camila Ortúzar
- Mateo Iribarren como Mario Mondaca.
- Marcela Osorio como Ruth Estévez.
- Felipe Armas como Damián Valdivieso
- Renato Münster como Pedro Pablo Valdivieso.
- María Isabel Indo como Teresa "Tere" Soto.
- Sebastián Layseca como Héctor "Tito" Castro.
- María Paz Jorquiera como Catalina "Cata" Valdivieso.
- Eduardo Mujica como Enzo Frugonne.
- Monserrat Torrent como Agustina Ortúzar.
- Claudio Olate como José "Pepe" Muñoz.
- Eliana Palermo como Rosario Portales.
- Andrea Freund como Beatriz Orrego.
- Jorge Yáñez como Osvaldo Castro.
- Luis Dubó como Padre Ignacio Ovalle.
- Tichi Lobos como Antonieta "Toña" Soto.
- Josefina Velasco como Guadalupe "Lupe" Garrido.
- Fernando Alarcón como Antonio Guerrero.
- Violeta Vidaurre como Tránsito Valdés.
- Sergio Aguirre como Andrés Fuenzalida.
- Karen Paola como Julia Araya.
- Ariel Levy como Matías Jarpa.
- Luis Corvalán como Esteban Donoso.
- Elvira Cristi como Alfonsina Chamorro.
- Emilio García como Lisandro Muñoz.
- Alejandra Dueñas como Susana Urizar.
- Alberto Zeiss como Washington Cáceres.
- César Armasán como Junior Leiva.
- Jaime Azócar como Sergio Donoso.
- Silvia Novak como Pilar Landaeta.
- Loreto Araya-Ayala como Juana Mendoza.
- Claudia Celedón como Sara Frezar / Katya Frezar.
- Cassandra Day como Detective Patricia O'Ryan.
- Andrea Eltit como Tamara Fuentes.
- Michelle Trillat como Isabel.
- Roberto Prieto como Moncho.
- Luis Eduardo Campos como Juanito Muñoz.
- Carla Matta como Detective Montelucci.
- Catherine Mazoyer como Renata Ovalle.
- León Murillo como Fiscal Arturo Palacios.
- Erick Vásquez como Terapeuta de Tere.
- Osvaldo Silva como Juez.
- Tanja Zahri como Carola.
- Sergio Cuevas
- María José Mateluna

## Banda sonora
1. Ximena Abarca, Karen Paola y Carla Jara - La vida es cool
2. Ximena Abarca y Karen Paola - No por él (Amiga)
3. Reggaeton Boys - Pobre diabla (Cover de Don Omar)
4. Reggaeton Boys - Baila morena (Cover de Héctor & Tito)
5. Karen Paola - Que calor
6. Ximena Abarca - En el silencio
7. Karen Paola - Mira niño
8. Ximena Abarca - Mundo sin fin

| Predecesor: Xfea2 | Miniserie de Mega 1º Semestre, 2005 | Sucesor: Mitu |

- Datos: Q3057612